# Nissan Terrano
Nissan Terrano var en for første gang i 1986 af Nissan præsenteret offroader. I 2004 indstilledes salget af bilen i Europa, men fortsatte dog i asiatiske lande. I USA hed modellen Nissan Pathfinder ligesom efterfølgeren.

## Historie

### Terrano I (WD21, 1986−2007)
Med tanke på Toyota 4Runners succes i USA introducerede Nissan i 1986 på Detroit Motor Show Pathfinder som aflægger af den året før introducerede PickUp. I 1988 blev Pathfinder også introduceret i Europa under navnet Nissan Terrano.
Hvor modellen i USA kun fandtes med benzinmotorer, en 2,4-liters firecylinder og en 3,0-liters V6, solgtes der i Europa også en 2,7 turbodiesel. I USA blev den firecylindrede motor relativt hurtigt taget af modelprogrammet, men mod slutningen af modellen levetid solgtes også tohjulstrukne versioner.
I årene 1988 og 1991 blev V6-modellerne med 95 kW (129 hk) (VG30i)-motor importeret af Nissan direkte fra USA og godkendt og registreret enkeltvis. I 1991 introduceredes den modificerede V6 med 109 kW (148 hk) samt femdørsudgaven. I 1995 kom en ny generation af Terrano på markedet. I Australien fortsatte modellen dog endnu to år i produktion, i Indonesien sågar helt frem til 2007.

### Terrano II (R20, 1993−2007)
I starten af 1993 introduceredes i Europa den spanskbyggede Terrano II. Den skulle egentlig have været efterfølgeren for Terrano I, men på grund af Terrano I's høje salgstal fortsatte Terrano I med lette modifikationer i produktion frem til 1995. På det japanske hjemmemarked blev Terrano II solgt under navnet Nissan Mistral.
Terrano II var designmæssigt en blanding mellem en flad stationcar og en rigtig offroader. Terrano II overtog Terrano I's komplette platform, men dog med let modificeret styretøj. Terrano II fandtes ligeledes med firecylindrede motorer på 2,4 liter (benzin) og 2,7 liter (diesel).
I slutningen af 1995 indstilledes produktionen af Terrano I/Pathfinder i USA og Spanien. I USA blev Terrano I/Pathfinder afløst af en ny Pathfinder, som blev en stor succes. I Europa spillede anden generation af Pathfinder derimod ingen rolle, da den ikke fandtes med dieselmotor.
Gennem årene gennemgik Terrano II flere facelifts, som hovedsageligt berørte frontpartiet. I 1996 fik turbodieselmotoren på 2,7 liter intercooler og elektronisk motorstyring for at kunne overholde de nye udstødningsgrænseværdier, hvorved motorens effekt steg fra 74 kW (100 hk) til 92 kW (125 hk).
Efter at salgstallene siden slutningen af 1990'erne steg, blev Terrano II i foråret 2000 modificeret og udstyret med en ændret front med rektangulære og større forlygter.
Fra efteråret 2003 kunne Terrano II købes med 3,0Di-motoren fra Nissan Patrol med 113 kW (154 hk), som gav Terrano II sportslige køreegenskaber.
Mellem starten af 1993 og foråret 1999 solgtes Terrano II også som Ford Maverick. Ford Maverick adskilte sig kun fra Terrano II gennem emblemerne. Begge modeller blev bygget hos Nissan Motor Ibérica i Spanien.
I midten af 2007 indstilledes produktionen og salget af Terrano II.

### Terrano (R50, 1995−2002)
Terrano R50 blev introduceret på det japanske marked i 1995 og skulle efter de oprindelige planer også have været bygget i Europa. Som følge af forgængerens succes valgte man at bibeholde det eksisterende motorprogram og introducerede i det britiske Sunderland en europæisk beregnet efterfølger. Denne kom på markedet i 1996 som Terrano II. I Storbritannien solgtes også en Terrano Van. Efter konstruktionsplanerne for Terrano R50 solgtes i USA en generation af Nissan Pathfinder, som af Nissan Europe blev importeret til Europa under samme navn.

### Terrano Regulus (JR50, 1996−2004)
Selv om Terrano Regulus var en selvstændig model, var den baseret på og tilhørte R50-modelserien og kom på markedet i 1996. Ligesom R50 solgtes modellen kun i Japan. I modsætning til sin lillebror R50 tilhørte bilen luksusklassen og var rigtig godt forarbejdet. Modellen blev også eksporteret til USA under navnet Infiniti QX4 og blev bygget frem til 2004.

## Tekniske specifikationer

### Undervogn
- Foraksel: Separate hjulophæng med dobbelte tværlænker (differentiale R180 hhv. R200 (V6))
- Bagaksel: Stiv aksel udført på fire langslænker og panhardstav. Skruefjedre. 60% differentialebremse (LSD) standardudstyr. Aksler C200 og H233B alt efter motor og modelår.
- Gearkasse: Femtrins manuel gearkasse, automatgear som ekstraudstyr til Terrano I V6 og Terrano II 3,0Di.
- Chassisramme.

### Motorer

#### Terrano I (WD21)
- 2,4-liters firecylindret benzinmotor 74 kW (101 hk) hhv. 92 kW (125 hk)
- 3,0-liters V6-benzinmotor 95 kW (129 hk) hhv. 109 kW (148 hk)
- 2,7-liters firecylindret turbodieselmotor 73 kW (99 hk)

#### Terrano II (R20)
| Model         | Cylindre | Ventiler | Slagvolume cm³ | Max. effekt kW (hk) / omdr. | Max. drejningsmoment Nm / omdr. | 0-100 km/t sek. | Topfart km/t | Byggeår     |
| ------------- | -------- | -------- | -------------- | --------------------------- | ------------------------------- | --------------- | ------------ | ----------- |
| Benzinmotorer |          |          |                |                             |                                 |                 |              |             |
| 2.4           | 4        | 12       | 2389           | 91 (124) / 5200             | 194 / 4000                      | 13,2            | 159          | 1993 − 1996 |
| 2.4           | 4        | 12       | 2389           | 85 (116) / 4800             | 191 / 3200                      | 13,7            | 160          | 1996 − 2000 |
| 2.4           | 4        | 12       | 2389           | 87 (118) / 4800             | 191 / 3200                      | 13,7            | 160          | 2000 − 2002 |
| Dieselmotorer |          |          |                |                             |                                 |                 |              |             |
| 2.7 TD        | 4        | 8        | 2663           | 74 (100) / 4000             | 221 / 2000                      | 19,0            | 145          | 1993 − 1996 |
| 2.7 TD        | 4        | 8        | 2663           | 92 (125) / 3600             | 278 / 2000                      | 15,7            | 155          | 1996 − 2006 |
| 3.0 Di        | 4        | 16       | 2953           | 113 (154) / 3600            | 304 / 1600                      | 13,3            | 171          | 1999 − 2006 |

#### Terrano (R50)
- 3,0-liters firecylindret DTI 125 kW (170 hk)
- 3,0-liters firecylindret NEO Di 125 kW (170 hk) med intercooler

#### Terrano Regulus (JR50)
- 3,2-liters firecylindret turbodieselmotor 110 kW (150 hk) med intercooler
- 3,0-liters firecylindret DTI 125 kW (170 hk)
- 3,0-liters firecylindret NEO Di 125 kW (170 hk) med intercooler